# Резолюция Совета Безопасности ООН 1145
Резолюция Совета Безопасности Организации Объединённых Наций 1145 (код — S/RES/1145), принятая 19 декабря 1997 года, отметив прекращение мандата Временного органа ООН для Восточной Славонии, Бараньи и Западного Срема 15 января 1998 года в соответствии с резолюцией 1120 (1997), Совет уполномочил группу поддержки из 180 наблюдателей гражданской полиции, известную как Группа поддержки гражданской полиции ООН (ГПГООН), наблюдать за ситуацией в восточной части Хорватии в течение ещё девяти месяцев.
Совет безопасности напомнил, что Организация по безопасности и сотрудничеству в Европе (ОБСЕ) укрепила свою миссию в Хорватии, включив в неё двустороннее возвращение беженцев и перемещенных лиц и уделив особое внимание защите их прав человека. В то же время Хорватия обратилась с просьбой о дальнейшем присутствии гражданских полицейских наблюдателей Организации Объединённых Наций после прекращения действия мандата ВАООНВС.
Хорватскому правительству напомнили о его обязательствах по соблюдению прав человека и основных свобод, подчеркнув, что ответственность за это лежит на правительстве, полиции и судебных органах. Его также призвали выполнять свои обязательства, включая те, которые были достигнуты с UNTAES. Совет также подтвердил право беженцев на возвращение в свои дома и приветствовал прогресс, достигнутый хорватским правительством в этом отношении, призвав далее к устранению юридических препятствий и других помех для двустороннего возвращения. В то же время местной сербской общине напомнили о необходимости занять конструктивную позицию в отношении интеграции с остальной частью Хорватии.
Совет безопасности создал, с 16 января 1998 года, группу поддержки из 180 полицейских наблюдателей на один период в девять месяцев для контроля за работой полиции в Дунайском регионе на северо-востоке Хорватии вблизи границы с Сербией и Черногорией. Наблюдатели будут специально следить за возвращением перемещенных лиц и возьмут на себя ответственность за весь персонал и имущество ВАООНВС на период завершения её мандата. Наконец, резолюция завершалась требованием к Генеральному секретарю Кофи Аннану доложить о ситуации к 15 июня 1998 года.